# Färddator

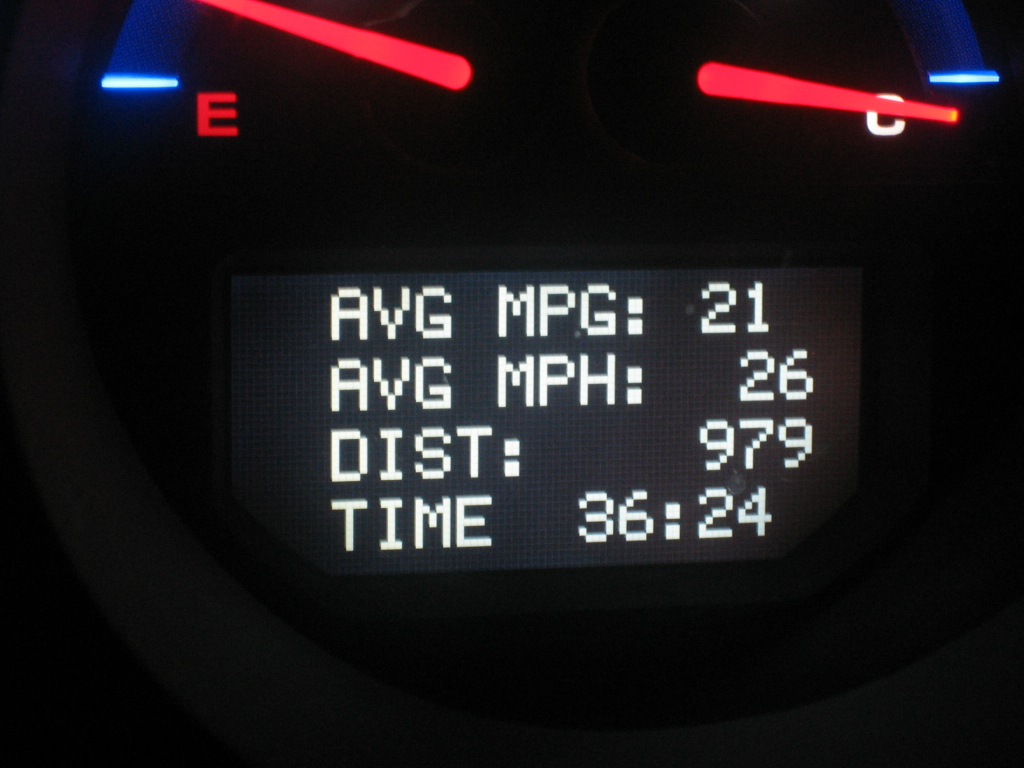
Färddatorns skärm i en 2004 Acura TL, som visar den genomsnittliga körsträckan, medelhastigheten och tillryggalagd sträcka under den angivna tidsperioden.

En färddator är en dator som kan i realtid registrera, beräkna och visa information under färd med fordon. Exempel på information kan vara återstående körsträcka på aktuell bränslevolym, genomsnittlig och momentan bränsleförbrukning, temperatur, medelhastighet och beräknad ankomsttid.

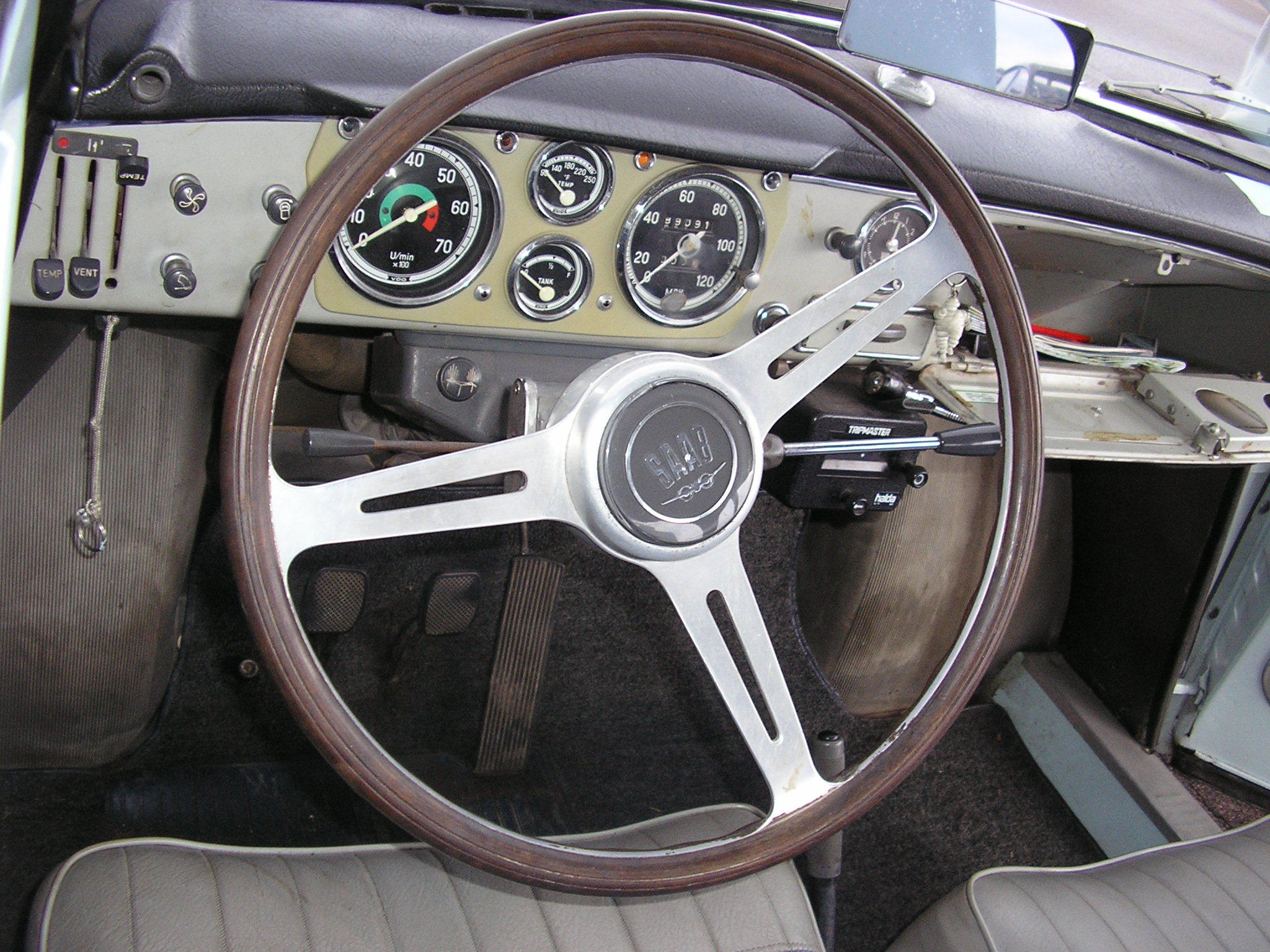
En Halda Tripmaster är monterad under instrumentbrädan på denna Saab GT850.

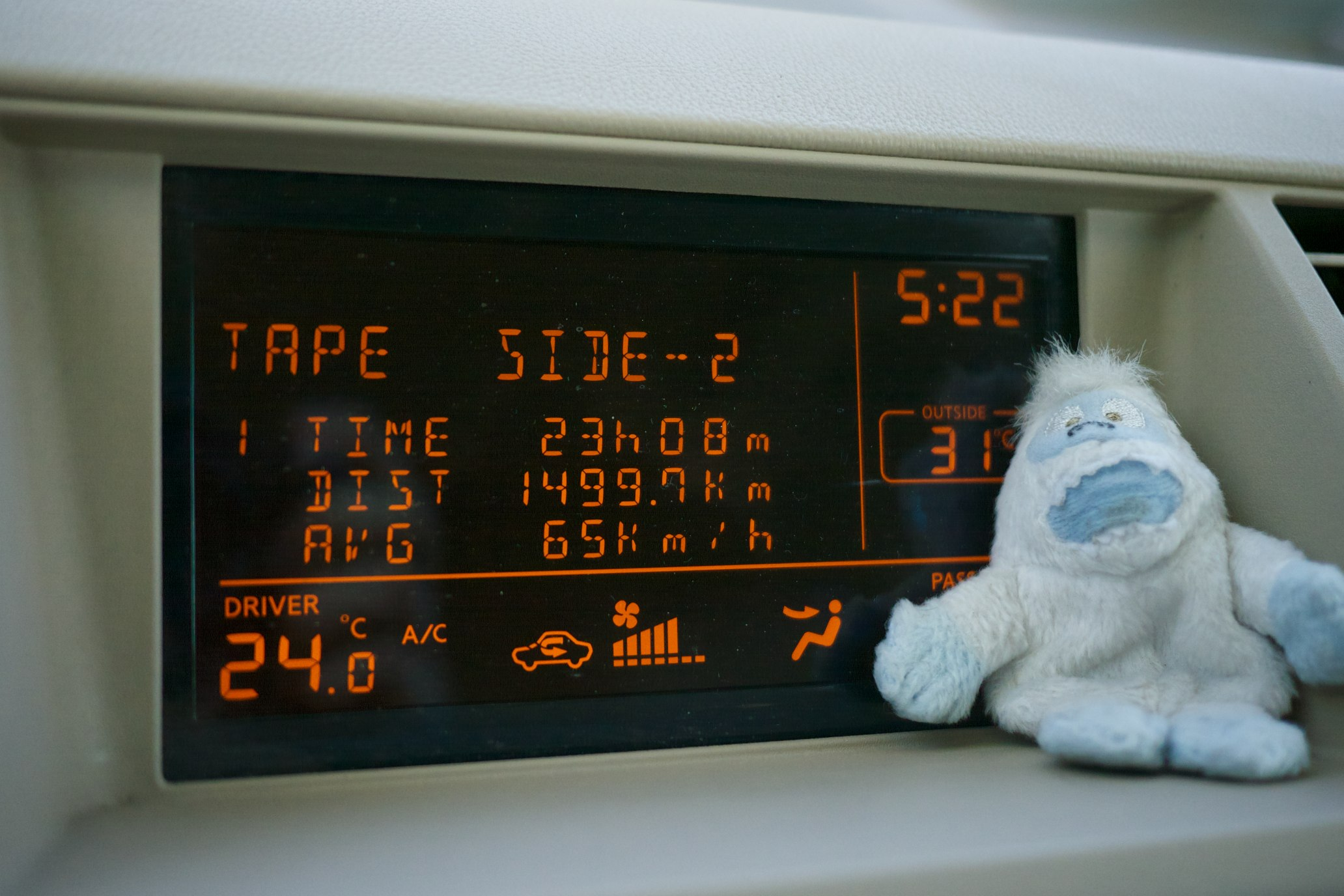
Färddatorskärm.

De första, mekaniska färddatorerna, som Halda Speedpilot, tillverkad av en svensk taxametertillverkare, tillverkades på 1950-talet som biltillbehör för att hjälpa föraren att kunna hålla ett givet tidsschema, särskilt användbart vid rally. En installerades som standardutrustning i 1958 års Saab GT750. 1952 års Fiat 1900 kom som standard med en komplex mekanisk anordning, kallad mediometro på italienska, som visade medelhastigheten. År 1978 introducerade Cadillac-avdelningen av General Motors "Cadillac Trip Computer", tillgänglig på Cadillac Seville. Chrysler lanserade också en elektrisk färddator på sin lågprisbil Omni/Horizon. De kan variera från grundläggande till komplexa. De mest grundläggande färddatorerna har visning av en genomsnittlig bränslesträcka och kanske en utomhustemperaturdisplay. Mellanklassversioner innehåller ofta information om bränsle, hastighet, distans, kardinalkurs (kompass) och förfluten körtid. De mest avancerade färddatorerna är reserverade för avancerade bilar och visar ofta medelvärdesberäkningar för två förare, ett stoppur, information om däcktryck, varningar för hög hastighet och många andra funktioner.
Ibland finns färddatorns skärm i mätarklustret, instrumentpanelen eller navigationssystemets skärm, eller i en takkonsol. Vissa skärmar innehåller information om schemalagt underhåll. Den nuvarande Acura TL gör detta i etapper, först varnas föraren med ett "Gör snart"-meddelande. När den programmerade körsträckan har nåtts är meddelandet "Gör nu" och när mer tid eller avstånd har förflutit ändras meddelandet till "Gör omgående". Mercedes-Benz fordon övervakar ständigt oljans kvalitet och varnar föraren när oljan har försämrats i viss utsträckning. GM- och FCA-fordon ger varningar om oljebyte baserat på antalet och längden på resor, motortemperatur och andra faktorer. Vissa fordon använder också färddatorn för att tillåta ägare att ändra vissa aspekter av fordonets beteende, till exempel hur ellåsen fungerar, men i de flesta bilar görs "inställningarna" nu genom en mittskärm som också används för backkamera och radio.
Vissa färddatorer kan visa de diagnoskoder som mekaniker använder. Detta är särskilt användbart när mekanikern vill se koderna när han kör bilen. År 2004 utvecklade Linear Logic ScanGauge, som vid den tiden var det enda lättinstallerade (via OBDII ) tillbehöret som fungerade som färddator, 4 simultana digitala mätare och en diagnostisk felkodsläsare. Denna enhet har tillgängliga 12 olika mätningar som kan användas som de 4 digitala mätarna. Måttenheterna kan väljas oberoende mellan miles/km, gallons/liter, Celsius/Fahrenheit och PSI/kPa.
År 2008 tillkännagav OBDuino-projektet en billig DIY-färddatordesign med OBDII-gränssnittet och Arduinos hobbymikrokontrollplattform, släppt under GPL-licensen med öppen källkod.